# Station Vlijmen
Station Vlijmen (Vm) is een voormalig station aan de Langstraatspoorlijn. Het station werd geopend op 1 juni 1888 en gesloten op 1 augustus 1950.
Het stationsgebouw uit 1887 was van hetzelfde type als de stations Hooge Zwaluwe, Waspik-'s Gravenmoer en Drunen-Heusden. In 1967 werd het gesloopt.